# Reichenow-nektármadár
A Reichenow-nektármadár (Anthreptes reichenowi) a madarak (Aves) osztályának a verébalakúak (Passeriformes) rendjébe, ezen belül a nektármadárfélék (Nectariniidae) családjába tartozó faj.

## Rendszerezése
A fajt Jan Willem Boudewijn Gunning dél-afrikai ornitológus írta le 1909-ben.

## Alfajai
- Anthreptes reichenowi reichenowi Gunning, 1909
- Anthreptes reichenowi yokanae Hartert, 1921[2]

## Előfordulása
A Dél-afrikai Köztársaság, Kenya, Mozambik, Tanzánia, Szváziföld és Zimbabwe területén honos. Kóborlásai során eljut a Dél-afrikai Köztársaságba is. 
Természetes élőhelyei a szubtrópusi és trópusi síkvidéki esőerdők és cserjések, folyók és patakok környékén, valamint vidéki kertek. Állandó, nem vonuló faj.

## Megjelenése
Testhossza 11 centiméter, testtömege 5-10 gramm.

## Életmódja
Rovarokkal, lárvákkal, termeszekkel, pókokkal és nektárral táplálkozik.

## Szaporodása
Fészekalja 2-3 tojásból áll.

## Természetvédelmi helyzete
Az elterjedési területe nagy, de az erdőirtások miatt csökken, egyedszám nem nagy és csökken. A Természetvédelmi Világszövetség Vörös listáján mérsékelten fenyegetett fajként szerepel.